# VALE TUDO JAPAN '98
VALE TUDO JAPAN '98（バーリ・トゥード・ジャパン 98）は、日本の総合格闘技団体「VALE TUDO JAPAN」の大会の一つ。1998年10月25日、千葉県浦安市の東京ベイNKホールで開催された。

## 大会概要
本大会では修斗ヘビー級王者エンセン井上とUFC世界ヘビー級王者ランディ・クートゥアによるノーリミット契約戦が組まれた。

## 試合結果
第1試合 VTJルール 69kg契約 8分3R
○  宇野薫 vs.  ヒカルド・"リッキー"・ボテーリョ ×
3R 2:03 TKO（ギブアップ：グラウンドパンチ）
第2試合 VTJルール 85kg契約 8分3R
○  ウラジミール・マティシェンコ vs.  川口健次 ×
1R 3:10 KO（スタンドパンチ連打）
第3試合 VTJルール 85kg契約 8分3R
○  ブランドン・リー・ヒンクル vs.  須田匡昇 ×
1R 5:26 TKO（レフェリーストップ：蹴り上げ）
第4試合 VTJルール 76kg契約 8分3R
○  フランク・トリッグ vs.  ジアン・マチャド ×
3R 0:20 TKO（タオル投入：グラウンドパンチ）
第5試合 VTJルール 65kg契約 8分3R
△  朝日昇 vs.  ジョン・ホーキ △
3R終了 時間切れ
第6試合 VTJルール 76kg契約 8分3R
○  桜井速人 vs.  セルゲイ・ヴィチコフ ×
1R 4:59 腕ひしぎ十字固め
第7試合 VTJルール 72kg契約 8分3R
○  アンドレ・ペデネイラス vs.  佐藤ルミナ ×
1R 4:20 TKO（レフェリーストップ：グラウンドパンチ）
第8試合 VTJルール ノーリミット契約 8分3R
○  エンセン井上 vs.  ランディ・クートゥア ×
1R 1:39 腕ひしぎ十字固め